# Mata de São João
Mata de São João is een gemeente in de Braziliaanse deelstaat Bahia. De gemeente telt 39.585 inwoners (schatting 2009).

## Aangrenzende gemeenten
De gemeente grenst aan Camaçari, Dias d'Ávila, Entre Rios, Itanagra, Pojuca en São Sebastião do Passé.